# باول في. هيستر
باول في. هيستر (بالإنجليزية: Paul V. Hester)‏ هو ضابط أمريكي، ولد في 21 أكتوبر 1947.